# Sieraków Śląski (stacja kolejowa)
Sieraków Śląski – stacja kolejowa w miejscowości Sieraków Śląski, w województwie śląskim, w powiecie lublinieckim, w gminie Ciasna, w Polsce. Według klasyfikacji PKP ma kategorię dworca lokalnego.

## Ruch pasażerski
| Rok  | Wymiana pasażerska na dobę |
| ---- | -------------------------- |
| 2017 | 50-99                      |
| 2022 | 50-99                      |